# Giovanna Mezzogiorno
Giovanna Mezzogiorno (* 9. listopadu 1974 Řím) je italská herečka dvojnásobně oceněná Nastro d’Argento (Stříbrnou stuhou) pro nejlepší herečku v hlavní roli za rok 1999 ve snímku Del perduto amore a za rok 2003 ve filmu Okno naproti, za nějž obdržela i Cenu Davida di Donatella pro nejlepší herečku. Roku 2005 získala na Benátském filmovém festivalu cenu Volpi Cup pro nejlepší herečku za snímek Bestie v srdci.

## Osobní život
Narodila se v Římě do herecké rodiny Vittoria Mezzogiorna a Cecilie Sacchiové. Po studiích herectví působila dva roky v pařížském divadle Petera Brooka, kde ve své první roli ztvárnila Ofélii v Shakespearově Hamletu.
V roce 1997 se poprvé objevila ve filmu Sergio Rubiniho Il viaggio della sposa, za nějž obdržela cenu Premio Flaiano pro nejlepší herečku. Po snímku režiséra Michela Placida Del perduto amor spolupracovala na dalších projektech v letech 2000 a 2001 s herci Johnem Malkovichem a Gérardem Depardieuem. Větší známost jí přinesla až role v úspěšném filmu L’ultimo bacio od Gabriela Muccina.
V roce 2002 si ve filmu Il più crudele dei giorni zahrála postavu italské novinářky Ilarie Alpiové zavražděné v Somálsku za podivných okolností. Za tuto roli obdržela cenu Nastro d'Argento. Další ocenění získala za snímky Ferzana Ozpeteka Okno naproti (La finestra di fronte), který obdržel Křišťálový glóbus pro nejlepší film na MFF v Karlových Varech a film režisérky Cristiny Comenciniové La Bestia nel Cuore (2005), který byl nominován na Oscara za nejlepší cizojazyčný film. Vedle španělského herce Javiera Bardema a amerického kolegy Benjamina Bratta se objevila roku 2006 ve snímku Mika Newella Láska za časů cholery natočeného podle literární předlohy Gabriela Garcíi Márqueze.
V letech 1998–2001 byl jejím partnerem italský herec Stefan Accorsi. Od roku 2003 žije s hereckým kolegou Danielem Anzellotim.

## Filmografie
- Il viaggio della sposa (1997)
- Del perduto amore (1998)

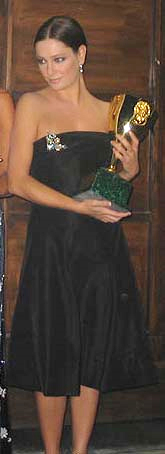
Mezzogiorno s cenou Coppa Volpi pro nejlepší herečku na Benátském filmovém festivalu.

- Più leggero non basta (1999, TV film)
- Asini (1999)
- Un uomo perbene (1999)
- Bídníci (2000)
- Afrodita, el sabor del amor (2001)
- State zitti per favore (2001)
- L’ultimo bacio (2001)
- Malefemmene (2001)
- Nobel (2001)
- Tutta la conoscenza del mondo (2001)
- Ilaria Alpi – Il più crudele dei giorni (2002)
- Šifra (2003, TV film)
- Okno naproti La finestra di fronte (2003)
- Návrat lásky (2004)
- Stai con me (2004)
- Au secours, j’ai trente ans! (2004)
- Virginia, la monaca di Monza (2004, TV film)
- Bestie v srdci (2005)
- lezione di volo (2006)
- Láska za časů cholery (2007)
- Přestřelka v Palermu (2008)
- Zvítězit (2009)
- La Prima Linea (2009)
- Basilicata křížem krážem (2010)